# NGC 5755
NGC 5755 је спирална галаксија у сазвежђу Волар која се налази на NGC листи објеката дубоког неба.
Деклинација објекта је + 38° 46' 49" а ректасцензија 14h 45m 24,5s. Привидна величина (магнитуда) објекта NGC 5755 износи 13,5 а фотографска магнитуда 14,3. NGC 5755 је још познат и под ознакама UGC 9507, MCG 7-30-63, CGCG 220-53, ARP 297, PGC 52690.